# Oculus VR

Oculusのロゴ

Meta Quest（メタクエスト）/旧称Oculus（オキュラス）は、メタ・プラットフォームズのVR・AR研究部門であるReality Labs（リアリティ・ラボ）が開発するVRヘッドセットの製品ブランド。2018年8月まではOculus VRとして独立した企業であった。Facebook子会社のFacebook Technologiesを経て、2022年以降OculusはReality Labsに統合され、同部門のVR製品はMeta Questシリーズとしてリブランディングされた。
2012年7月にカリフォルニア州アーバインにて、パルマー・ラッキー、ブレンダン・イリベ、マイケル・アントノフ、ジャック・マッコーリー、およびネイト・ミッチェルらによって設立された。
2012年4月、創立者の一人であるパルマー・ラッキーがビデオゲーム用に設計されたVRヘッドマウントディスプレイである Oculus Riftを発表したのがきっかけとなり、同年8月にはVRのデベロッパー向けにKickstarterキャンペーンを開始した。このキャンペーンは成功を収め、当初の目標である25万ドルの10倍である240万ドルを調達し、 Oculus VR DK1（Development Kit 1）およびOculus VR DK2（Development Kit 2）の 2つの試作モデルが開発者にリリースされた。消費者向け製品は2016年3月28日にデザインが一新されてリリースされ、専用のVRディスプレイ、立体音響、赤外線追跡システムを組み込んだOculus Riftが発売された。
2014年3月、20億ドルで同社をフェイスブックに売却することをCEOのマーク・ザッカーバーグと合意した 。2015年、Oculus VRはイギリスのMRスタートアップであったSurreal Vision社を買収した。ザッカーバーグは、将来的には10億人にVRヘッドセットを普及させることを掲げている。
2015年11月には、同社はサムスンと提携し、同社のスマホであるSamsung Galaxyを差し込むことでVR体験ができるSamsung Gear VRを開発・発表した（スクリーンレスタイプと呼ばれる）。 
2019年6月、Oculusは、わずか2週間でOculus Quest向けに500万ドル相当のコンテンツを販売したことを発表した。
2022年、従来の『Oculus Quest from Facebook』は『Meta Quest』へ、Oculusアプリは Meta Questアプリになる。Oculusブランドは消滅。Oculusブランドの消滅に伴い、Questのほか従来Oculusの名を冠していたサービスやエクスペリエンスの名称も変更となる。
2022年3月、Meta Quest（旧Oculus Quest）起動画面より「Oculus」のロゴが「meta」へ変更。

## 歴史

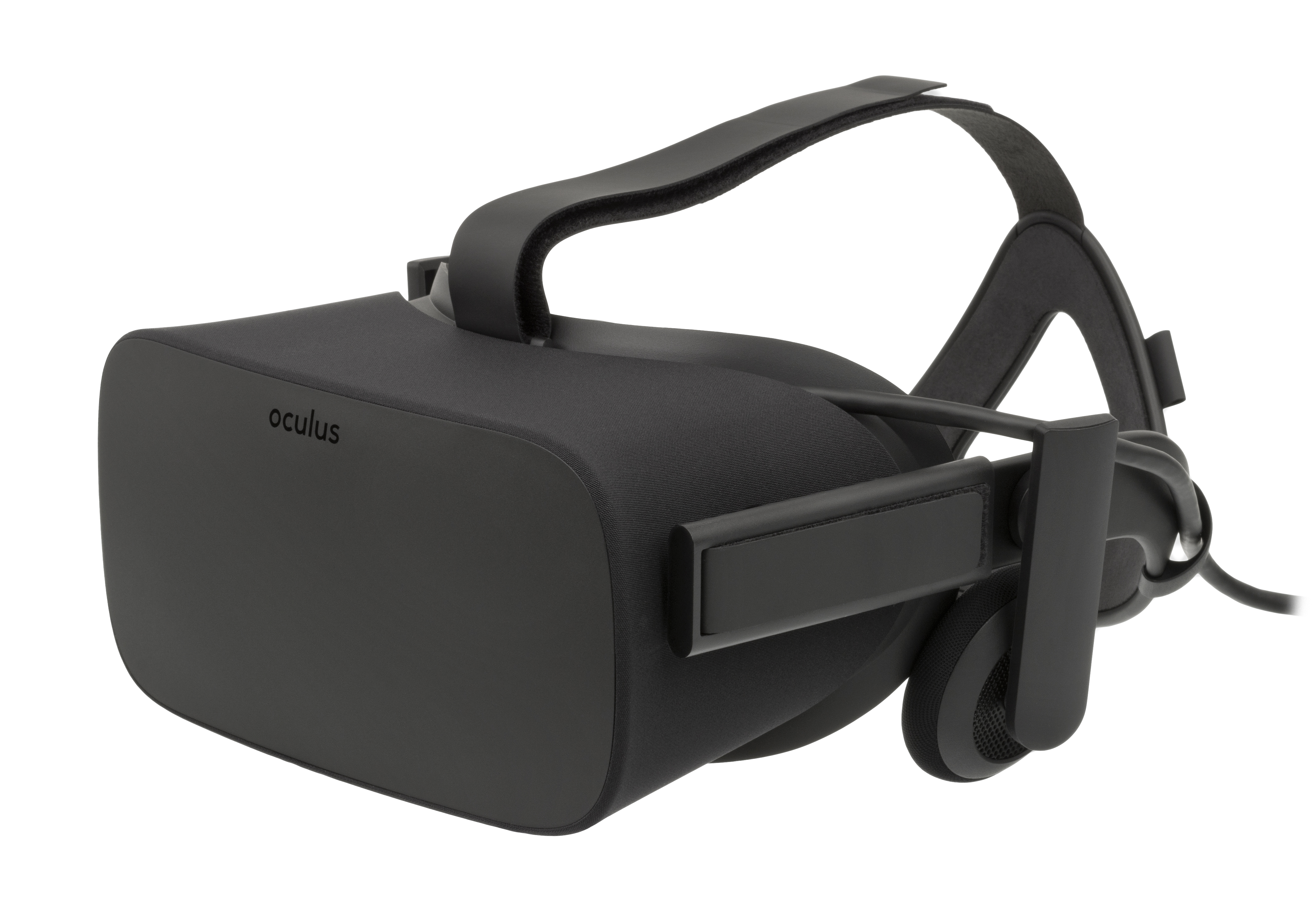
オリジナルのOculus Rift （CV1）、Oculus VRがリリースした最初の消費者向けVRヘッドセット。

### 設立
南カリフォルニア大学クリエイティブテクノロジー研究所の ヘッドマウントディスプレイ （HMD）デザイナーだったパルマー・ラッキーは、世界最大のHMDの個人コレクションを持つことで定評を得ており、Meant to be Seen（MTBS）の長年のモデレーターでもあった。
MTBSのフォーラムを通じて、現在マーケットに出回っているモノよりも高機能かつ、ゲーマーにとっても安価な新しいHMDのアイディアを思いつき、これを開発するためにパルマーはScaleformの共同設立者であるBrendan IribeとMichael Antonov、 Nate Mitchell、Andrew Scott Reisseと共にOculus VRを設立した。
そして偶然にもMTBSのメンバーとしてHMDの開発に勤しんでいたパルマーの投稿が、FPSの生みの親とも言われ、同時期に独自でHMDの研究を行っていた id Softwareの ジョン・D・カーマックの目に留まったことをきっかけに 、 パルマーの最初期のプロトタイプを気に入ったカーマックは、012年の エレクトロニックエンターテイメントエキスポ （E3）において、ID Softwareは『Doom 3』 、 『Doom 3 BFG Edition』は 、将来的にヘッドマウントディスプレイ、VRに対応することを発表した。
そして実際のE3の講演では、パルマ・ラッキーが開発したプロトタイプをもとにダクトテープで仮構築されたHMDでカーマック独自のソフトのデモを披露して見せた。
このプロトタイプは、高速IMUと5.6インチ (14 cm)   のLCD 、目上に配置されたデュアルレンズが、水平90度および垂直110度の立体 3D遠近感を実現できるものであった。 カーマックは後に、id Softwareを退職し、Oculus VRの最高技術責任者として採用された。 

### Oculus Riftの資金調達

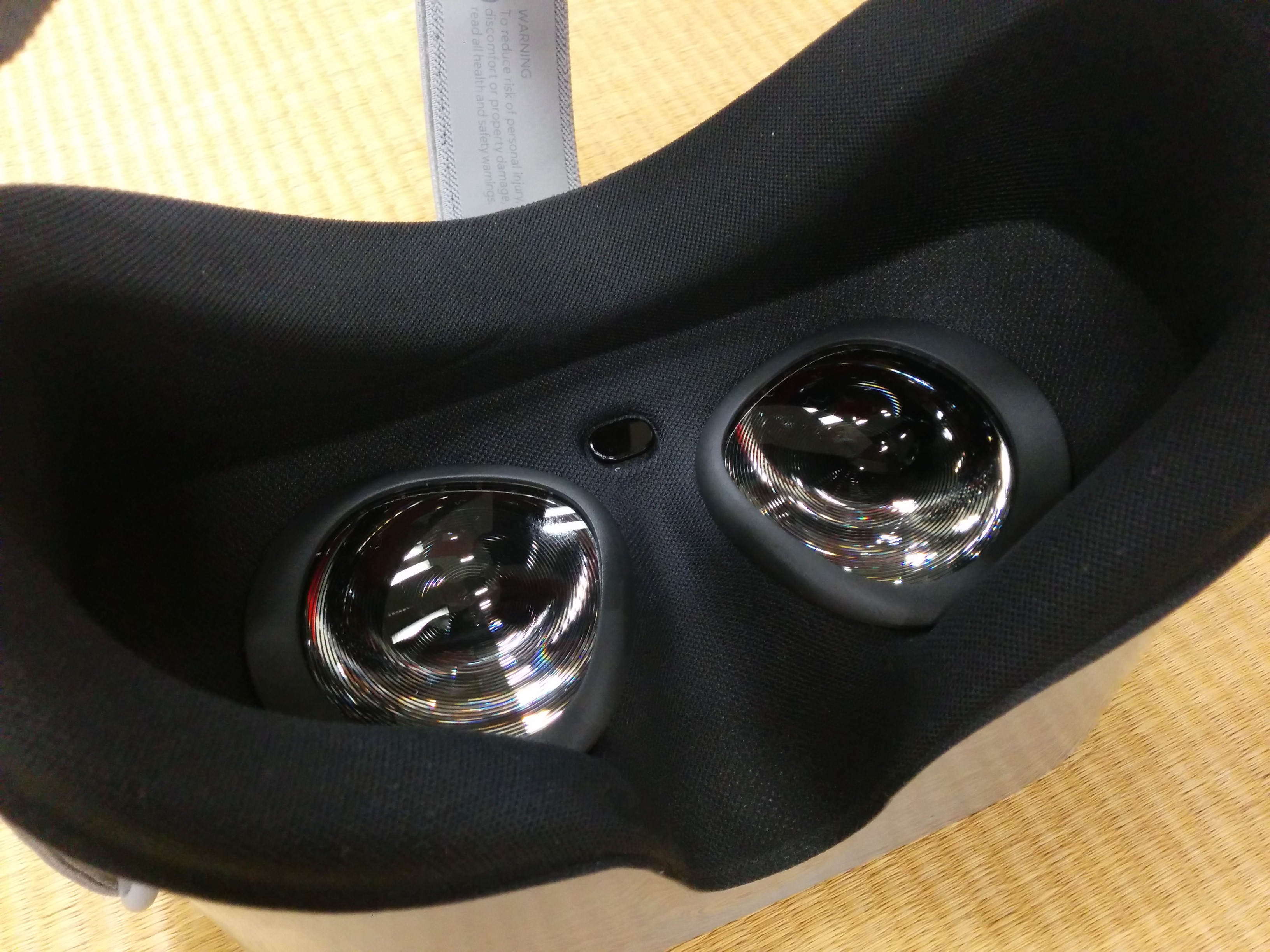
Oculus GOのレンズ

2012年6月に開催されたE3でのOculus Riftプロトタイプのデモの後、2012年8月1日に同社は更なる開発を目標としたキックスターターキャンペーンを発表。 Oculus VRはOculus Riftの「開発者キット(Dev kit)」バージョンを、Kickstarterで300ドル以上を支援した方へ提供するとした。また、当初は2012年の12月に発送するとしていた。（実際には2013年の3月となった） 
また275ドル以上の支援に対して、100個限定で組立前になるものの、一か月早くOculus Riftのプロトタイプキットを手に入れられるプランも存在していた。
当初はどちらのプランもDoom 3 BFG Editionを同梱する予定だったが、当初のOculus Rift側のサポートが予定までに準備できていなかったため、補填として代わりにSteamまたはOculusストアの割引券を提供した。
キックスターターの発表後わずか4時間以内に、Oculusは予定していた資金調達額である 250,000ドルを達成し、 36時間後に1,000,000ドルを超え、 最終的には2,437,429ドルの調達を達成した。 
2013年12月12日に、 マーク・アンドリーセンが、彼の会社であるAndreessen Horowitzが、Oculus VR社の7500万ドルのシリーズB資金調達を主導した際に同社の取締役会に加わった。 
最終的に、Oculus VRはクラウドファンディングを通じて240万ドルに加え、それ以外の資金調達においても9100万ドルを調達することに成功した。 

### Facebookによる買収と主任研究員
Oculus VRがまだ開発者向けのプロトタイプをリリースするのみだったにもかかわらず、2014年3月25日に マーク・ザッカーバーグ はFacebookはOculus VRを規制当局の承認が下り次第、20億ドルで買収すると発表した。
この取引では、4億ドルの現金と16億ドル相当の2,310万もの普通株、さらに一定程度の目標に達した場合に3億ドルが追加して支払われる契約となっていた。 
この発表は非常に多きな衝撃をもって受け入れられ、一部の支持者からは、買収がクラウドファンディングで示された独立性と反するとして反対された。
Kickstarter支援者や、マインクラフトの開発者であるマルクス・ぺルソンのようなゲーム業界の人物は、Oculus VRのFacebookへの売却を批判した。  一方で2014年3月28日には、 Michael Abrashがチーフサイエンティストとして入社したことが発表された。 
2015年1月現在、Oculus VR本社はカリフォルニア州アーバインからFacebookの本社があるカリフォルニア州メンロパークに移転。 Oculusは移転はシリコンバレーに近い従業員のためだとしている。

### Samsungとの提携
2014年にはサムスン電子と提携し、当時開発中だったRiftが成功した後に、 Gear VRの開発を開始した。 
2014年から2015年の間に、2つのInnovator Editions（主に研究や認知のために開発者に向けて販売されたGear VR）が開発、製造、販売された。  Innovator EditionsではSamsungのGalaxy note 4が使用された。 
2015年11月20日に、消費者向けのGear VRが一般公開され、最初の出荷時に完売した。使用できるスマートフォンは当初Samsung Galaxy Note 5 、 Samsung Galaxy S6 、 Samsung Galaxy S6 Edge 、 Samsung Galaxy S6 Edge +の4つだったが後にSamsung Galaxy S7 、 Samsung Galaxy S7 Edgeが追加された。 

### さらなる拡大
2015年5月、Oculusは３Dマッピングと拡張現実に長ける英国の会社Surreal Visionを買収。
報道では、Surreal Visionの買収によってOculusの製品に、マイクロソフトが発表していたHololensのような「複合現実」技術を実装できるとし、 あたかも誰かと対面で話しているかのように錯覚させるテレプレゼンスを可能にするとしていた。 
2016年12月28日、メディアはOculusの親会社であったFacebook Inc.がデンマークの スタートアップ であるThe Eye Tribeを非公開で買収したと報じた。 同社は、アイトラッキング技術を提供し、ユーザーが見ている個所の中心部のみ高解像度でレンダリングするフォービエイテッド・レンダリング技術を開発していた。
この技術により、HMDのユーザーエクスペリエンスを向上させるために使用され、中心部以外の解像度を落とすことで描画処理を落とすことでより高度なグラフィックや体験を行うことが可能になる。 
2018年9月、Oculus VRはFacebookにて新しく編成されたFacebook Technologiesの部門として加わることになる。 
また、Facebookは2018年8月に、カリフォルニア州バーリンゲームにあるバーリン ゲームポイントキャンパス全体をリースするための交渉に入ったと発表した。  リースは2018年後半に実行され、Genzon Investment Groupの子会社であるKylliが所有するサイトは2020年までに完成するとされている。  Oculusは、開発が完了次第バーリン ゲームポイントに移動する予定である。 
2019年8月13日、Oculusの共同設立者で製品の副社長であるネイト・ミッチェルが退職を発表した。
2019年11月13日、2013年からOculusのCTOを務めてきたジョン・カーマックは自身のFacebookでOculusの顧問CTO職へと異動すると明らかにし、「引き続き開発業務に発言権を持つが、ごくわずかな時間しか割かない予定」と表明した。

### Meta Questへのリブランディング

Meta Questのロゴ

2021年10月、Facebookは社名をMeta Platforms（メタ・プラットフォームズ）に変更することを発表した。2022年1月27日、Metaは「Oculus」ブランドを廃止し、「Oculus Quest」シリーズの呼称を「Meta Quest」へ変更することを発表した。Metaはブランド名変更について「ハードウェアのブランド表記は変更しますが、ソフトウェアや開発者向けツールなど、当社のDNAの中核としてOculusの精神は存続していきます」と述べた。以降のVR製品は「Meta Quest Pro」「Meta Quest 3」として発表された。

## 製品

### Samsung Gear VR
2015年11月にOculus VRはSamsung（サムスン電子）と提携し、Samsung Gear VRを発売。

### ファーストジェネレーション
Oculus Connect 2018で、ザッカーバーグは、Oculus Rift、Oculus Go、およびOculus Questの3製品が同社の第1世代（ファーストジェネレーション）の製品であると発表した。 
またこれらの次の製品は、Oculusの次の世代（第二世代）の技術を搭載したものとされる。

### Oculus Rift

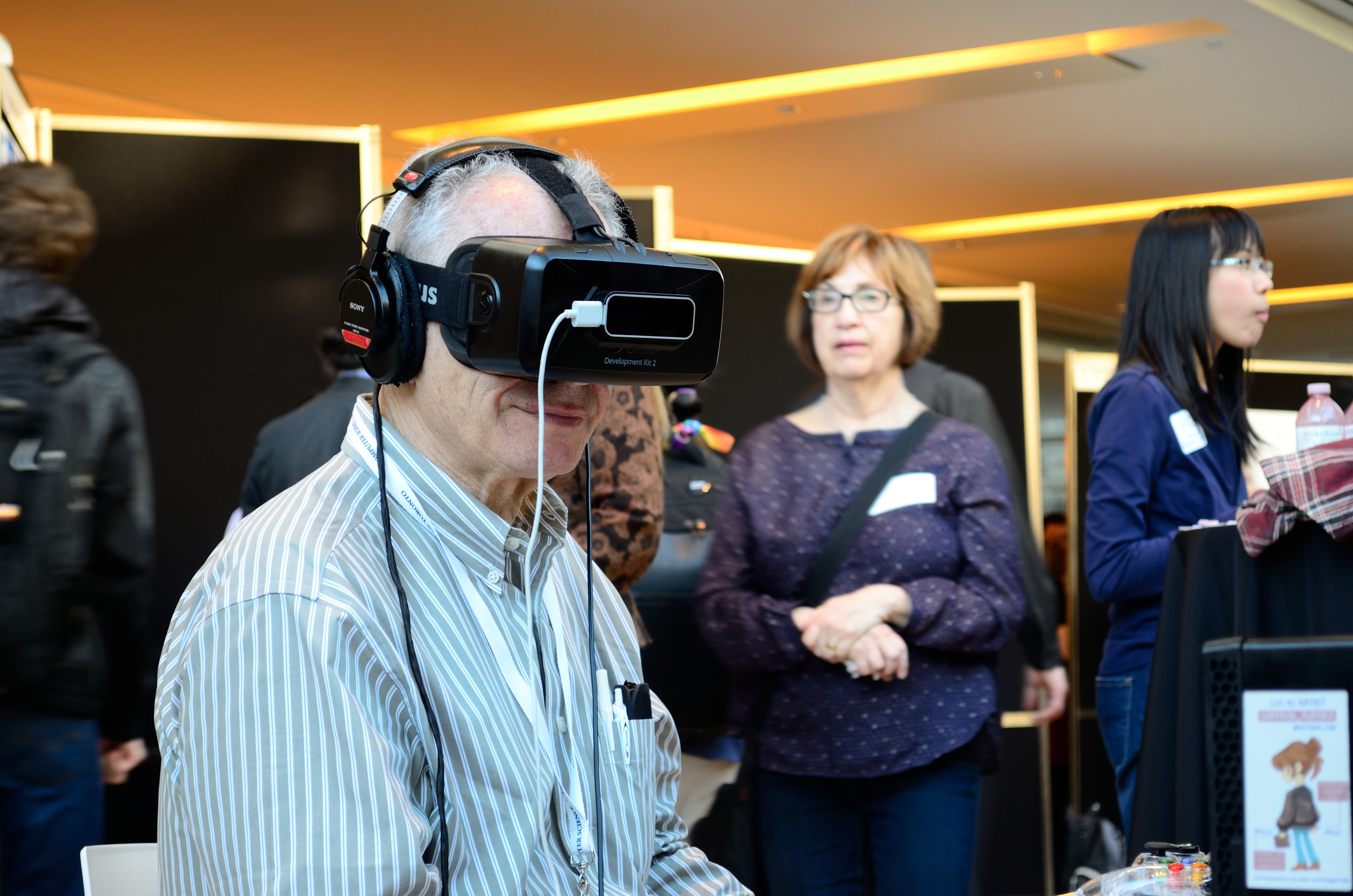
research showcaseで装着されているOculus Rift DK2（ Leap Motionセンサーが前面に取り付けられている。）

Oculus VRが最初に開発・発売したバーチャル・リアリティ用の ヘッドマウントディスプレイ。
最初のOculus Rift development kit 1 の先行予約は、2012年9月26日からOculus VRのWebサイトを通じて行われ、300ドルのOculus Rift DK1は初日の1分間に4〜5個のペースで販売された。 
また、Oculusは2014年3月にGDCで、Oculus Development kit 2（DK2）を発表し、2014年7月に出荷を開始するとした。
2016年1月のCES 2016で、Oculusは3月28日にOculus Riftを消費者に向けて599ドルで、20か国の顧客への販売を開始すると発表した。
2016年1月にはこれまでの支援への返礼として、Oculusは消費者向けのOculusが一般販売される前に、2012年のキックスターターのプロジェクトを支援した6855人に特別版のOculus Riftを提供すると発表。
2016年12月6日には、Oculus Riftの周辺機器として、モーションコントローラーであるOculus Touchが199ドルで正式に発売された。
タッチモーションコントローラー発売時までには、53ものゲームがOculus Touchに対応していた。
Oculus Rift Earphonesも2016年12月6日に49ドルで販売を開始した。 
2017年10月11日に、OculusはアメリカにおけるOculus Rift + Touchをバンドルしたセット価格を399ドルに引き下げた。 
2017年と2018年に、Oculus RiftはVRデバイスの出荷数でHTC Viveを超え、 ソニーのPlayStation VRの出荷数に次いで2番目の地位を築いた。 （200万台とされている）

### Oculus Go

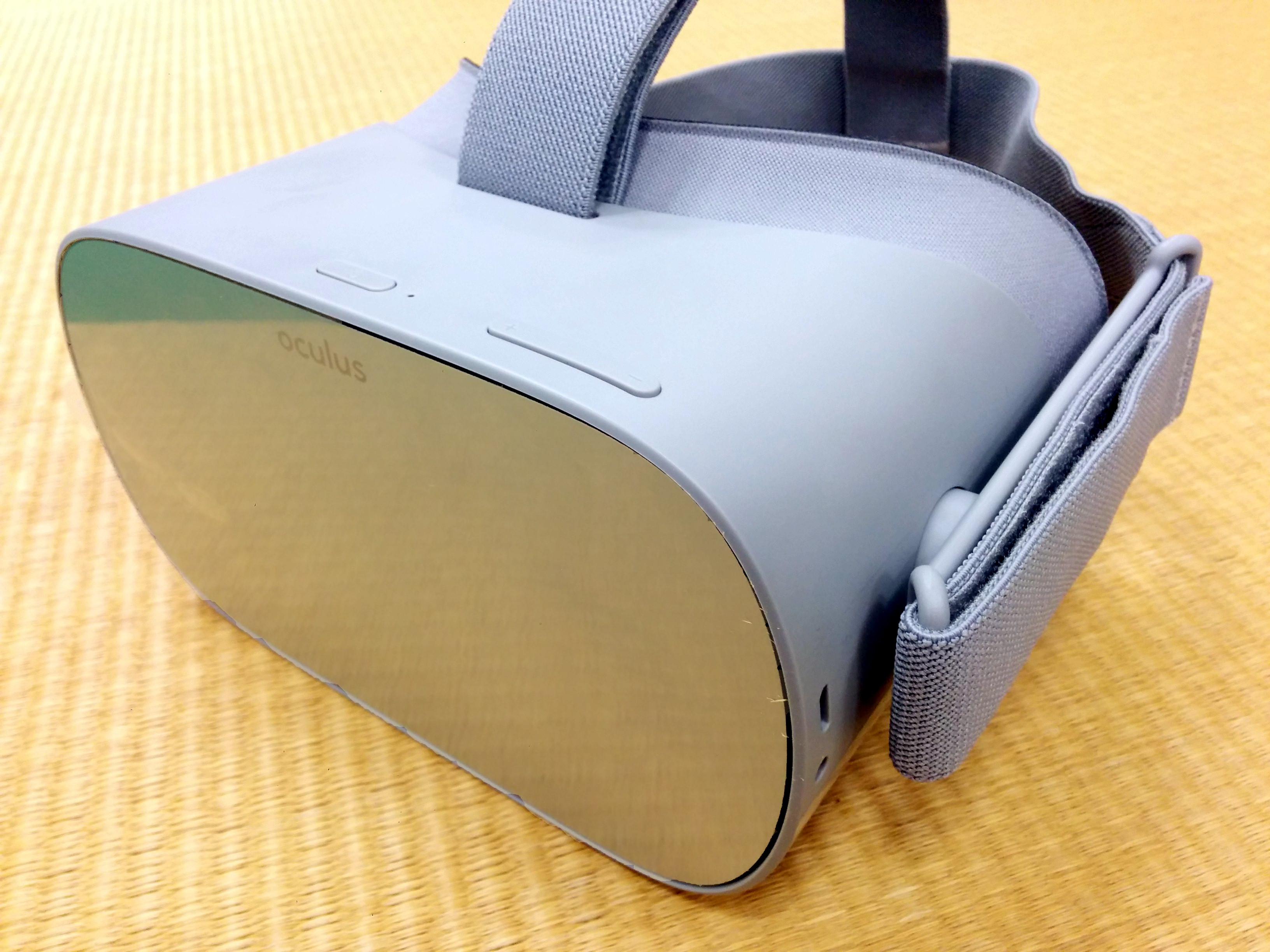
Oculus Go

2017年10月11日、OculusはOculus初のスタンドアロンVRヘッドセットである「Oculus Go」を発表。 
Oculusは、米国の大手SoC設計者であるQualcommと、中国最大のスマートフォンメーカーであるXiaomiとの提携によりOculus Goを開発した。  XiaomiはOculusと提携し、中国市場に向けてOculus GOをリブランドしたXiaomi Mi VRと呼ばれるヘッドセットを発売した。 
Oculus GoはSamsung Gear VRやGoogleのDaydreamのように、HMDをPCに接続したりスマホを差し込む必要がなく、特別なゲームシステムを必要もしないスタンドアローンといわれるタイプのHMDである。 
HMDには、5.5インチ2560 x 1440解像度ディスプレイ、高品質フレネルレンズと、クアルコムのSnapdragon 821プロセッサが搭載されている 。
Oculus Goは3自由度(3dof)の計測が出来るHMDと3dofコントローラーが同梱されている。  また、Oculus Goにはストレージに合わせて2モデル発売され、32 GBモデルは199ドル、64 GBモデルは249ドルに設定されている。  ヘッドセットには、2つの立体音響スピーカーを備えたサラウンドサウンドが内蔵されており、ヘッドフォン用の3.5 mmヘッドフォンジャックが備え付けられている。  Goはメガネをつけたまま着用できるが、Goはヘッドセットに適合するサードパーティ製のVRレンズを79.99ドルで提供している。 
公式の販売数は発表されていないものの、 IDCによるとOculus GoとXiaomi Mi VRは、2018年第3四半期に25万台を売り上げているとされる。
2019年1月に市場分析会社のSuperDataはOculus Goはその発売から合計100万台以上を販売したとの推定を出している。
ジョン・D・カーマックは、2018年のOculus Connect開発者カンファレンスでの基調講演で、Goの保持率がRiftの保持率と並ぶほど高いことを明らかにしている。 カーマックはまた、翻訳などのデバイスの地域化サポートが不足しており、同社が特に日本市場に対応していないにもかかわらず、Goは日本で特に成功を収めていると発表している。 

### Oculus Rift S
2019年3月20日に、Oculus VRは新しいHMDとして 、Oculus Rift Sを発表した。
2019年3月20日に元のRiftと同じく価格である400ドルで発売されたOculus Riftの後継機である
（Rift はRift Sのリリース後すぐに段階的に製造・発売を停止）
Rift Sは、元のRiftと同じくPCに接続する接続型であり、Riftと同じコンテンツを利用できる。
HMDの構造自体は一新され、従来の外にセンサーを配置する必要のあったアウトサイドイン形式から、HMD単体で自己位置推定が行えるインサイドアウト形式へ変更され、コントローラーも改良が加わり、Oculus Questと同一のコントローラーを使用している。

### Oculus Quest
2018年9月26日にOculus VRは、スタンドアローンでありながら接続型のHMDと同じ6dofのHMDとコントローラーを使用できる「Oculus Quest」を発表し 2019年5月21日から発売が開始された
Oculus Questは、Oculus Rift Sと同じOculus Touchモーションコントローラーを使用し、目あたり1600 x 1440の解像度のディスプレイと、ユーザーの瞳孔間距離に合わせてレンズ間隔を調整するIPD調整機構が追加された。
Goと同じくストレージに合わせて2タイプ発売され64GBの発売価格は399ドル、128GBの場合は499ドルに設定されている。 
Questは、 Qualcomm Snapdragon 835モバイルチップを搭載している。 スタンドアローンであるためパソコンなどに接続する必要がなく、ケーブルなどに邪魔されることなく自由に動き回ることができる。一方で、処理はモバイル向けのSnapdragonを利用しているため、重い処理は苦手としている。 
従来のスタンドアローンであったOculus Goには位置追跡機能が無いため3dofであったが、Questには4つの広角カメラが搭載され、インサイドアウト形式で自己位置推定を行えるため、Riftやその他のヘッドセットと同じ6dofの計測を実現している。
Questの発売時に利用可能なゲームには、『Vader Immortal：Episode 1』 『Robo Recall』『Moss』 、『Beat Saber』および『Tilt Brush』などがある。

### Oculus/Meta Quest 2
2020年9月16日にオンラインで開催された年次VR/ARイベント「Facebook Connect」で正式に発表され、2020年10月13日に発売された。

### Meta Quest Pro
2022年10月11日に同社のオンラインイベント「Meta Connect 2022」にて正式に発表され、2022年10月25日に発売された。

### Meta Quest 3
2023年6月1日に同社のオンラインイベント「Meta Quest Gaming Showcase 2023」にて初めて発表され、2023年10月10日に発売された。

### Meta Quest 3S
2024年9月25日に同社のオンラインイベント「Meta Connect 2024」にて正式に発表された。

## ZeniMax v. Oculus
FacebookがOculus VRを買収した後、 id Softwareの親会社でありジョン・カーマックをかつて雇用していたZeniMax Mediaは、カーマックがid SoftwareからOculusへの移行にした際に、Oculus Riftに関連する知的財産の窃盗があったとしてOculusに対する法的措置を求め、訴えを起こした。
ZeniMaxとOculus裁判はテキサス州北部地区連邦地方裁判所の陪審裁判で審理され、カーマックがZeniMaxのコードを盗用してOculus Riftのソフトウェア開発に使用し、ZeniMaxとの守秘義務契約に違反したとして評決が下された。ZeniMaxは評決で5億ドルを獲得し、ZeniMaxとOculusの両社はさらなる訴訟を進めている。

## Oculus Studios

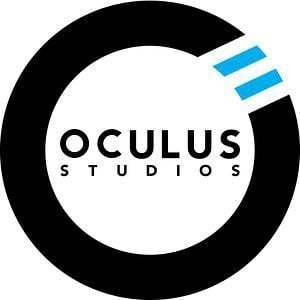
Oculus Studiosのロゴ。

Oculus Studiosは、 Oculus Riftのゲーム開発や体験の質の向上を目的に、サードパーティスタジオへの資金提供、情報公開、技術的アドバイスを行うOculusの一部門である。 Facebookは、ゲームのためにOculus Studiosに5億ドル以上を投資するとしている。 

### Oculus Story Studio
Oculus Story Studioは、2014年に設立されたオリジナルのアニメーション仮想現実映画スタジオ。 （2017年5月に閉鎖） このスタジオはOculusによって開設され、VRにおける映画製作を開拓すべく、VRに興味のある映画製作者のためにコミュニティを教育、啓発、育成などを行っている。 
スタジオは、 ピクサーで6年間の勤続経験があったクリエイティブディレクターのSaschka Unseldが率いていた。
Oculus Story Studioは2015年のサンダンス映画祭 で初めて公開され、2017年に閉鎖されるまで、3つのVRフィルム（ Dear Angelica 、 Henry 、Lost）を公開した。

## 参照資料
1. ↑  Thang, Jimmy (2017年10月18日). “Oculus’ Jason Rubin Remains Optimistic About VR And Is Proud Of What The Company Has Achieved”. 2019年10月11日閲覧。
2. 1 2  “Facebook to Acquire Oculus”. Facebook Newsroom.  Facebook (2014年3月25日). 2014年3月26日閲覧。
3. 1 2  Plunkett (2014年3月25日). “Facebook Buys Oculus Rift For $2 Billion”. Kotaku.com. 2014年3月25日閲覧。
4. 1 2  Welch, Chris (2014年3月25日). “Facebook buying Oculus VR for $2 billion”. The Verge. 2017年2月2日閲覧。
5. ↑  “IFA 2014: Samsung Galaxy Note 4, Note Edge, Gear VR and Gear S hands-on”. GSMArena.com. 2015年11月24日閲覧。
6. ↑  Facebook Faces Crossroads in Virtual Reality. Tumult at the top of Oculus puts Facebook in a VR bind., Motley Fool, By Travis Hoium, Nov 25, 2018 at 11:38AM
7. ↑  “Oculus sold $5 million worth of Quest content in first 2 weeks on sale” (英語). TechCrunch. 2019年6月11日閲覧。
8. ↑  “Oculusブランド消滅。VRヘッドセットは『Meta Quest』へ”. engadget. (2021年10月29日).  オリジナルの2021年10月28日時点におけるアーカイブ。 2022年1月29日閲覧。
9. ↑  “Oculus "Rift" : An open-source HMD for Kickstarter”.   Mtbs3d.com. 2013年9月9日閲覧。
10. ↑  Hollister, Sean. “Under new management, Oculus intends to commercialize the virtual reality headset”. theverge.com 2012年8月16日閲覧。
11. ↑  “Santa Ana police chase: Pedestrian identified”. 2014年3月26日閲覧。
12. ↑  Neil Schneider. “The #1 Stereoscopic 3D Gaming (VR Gaming, 3D Gaming) and VR Resource - Meant to be Seen - John Carmack Talks VR at QuakeCon 2012”. mtbs3d.com. 2017年2月2日閲覧。
13. ↑  “Carmack Makes Virtual Reality Actually Cool”. 2019年9月25日閲覧。
14. ↑  “John Carmack and the Virtual Reality Dream”. Eurogamer (2012年6月7日). 2012年8月1日閲覧。
15. ↑  Rosenberg, Adam (2012年6月14日). “Hands-On With Oculus Rift, John Carmack's Virtual Reality Goggles”. G4TV. 2017年2月2日閲覧。
16. ↑  Gilbert, Ben. “Oculus Rift hires Doom co-creator John Carmack as Chief Technology Officer”. engadget.com 2013年8月7日閲覧。
17. ↑  “Update on Developer Kit Technology, Shipping Details”.   Oculus VR (2012年11月28日). 2014年3月20日閲覧。
18. 1 2  “Oculus Rift: Step Into the Game”. 2012年8月1日閲覧。
19. ↑  “Oculus Rift virtual reality headset gets Kickstarter cash”.   BBC (2012年8月1日). 2017年2月2日閲覧。
20. ↑  Matulef, Jeffrey (2012年8月1日). “John Carmack's snazzy VR headset takes to Kickstarter with the Oculus Rift”. Eurogamer. 2017年2月2日閲覧。
21. ↑  “Watch the QuakeCon VR Keynote Tonight Live at 7PM EST. Oculus Rift Kickstarter Passes $1 Million Under 36 Hours « Road to Virtual RealityRoad to Virtual Reality”.   Roadtovr.com (2012年8月6日). 2017年2月2日閲覧。
22. ↑  “Oculus Rift Virtual Reality Headset Developer Kits Now Available To Pre-Order”.   Geeky Gadgets (2012年9月27日). 2017年2月2日閲覧。
23. ↑  Takahashi, Dean. “Oculus VR raises $75M round led by web browser inventor Marc Andreessen's VC firm to launch virtual-reality goggles”. venturebeat.com 2013年12月12日閲覧。
24. ↑  Gleasure, R., & Feller, J. (2016). A Rift in the Ground: Theorizing the Evolution of Anchor Values in Crowdfunding Communities through the Oculus Rift Case Study. Journal of the Association for Information Systems, 17(10), 708-36.
25. ↑  Victor Luckerson (2014年3月26日). “When Crowdfunding Goes Corporate: Kickstarter Backers Vent Over Facebook's Oculus Buy”. Time. 2014年3月26日閲覧。
26. ↑  Philippa Warr (2014年3月26日). “Minecraft for Oculus Rift axed, Facebook too 'creepy'”. Wired. 2017年2月1日閲覧。
27. ↑  “Introducing Michael Abrash, Oculus Chief Scientist”. 2014年3月28日閲覧。
28. ↑  Leung, Lily. “Oculus moves out: Irvine VR goggles maker moves HQ to Menlo Park, closer to parent Facebook” 2016年3月16日閲覧。
29. ↑  “IFA 2014: Samsung Galaxy Note 4, Note Edge, Gear VR and Gear S hands-on”. GSMArena.com. 2016年3月16日閲覧。
30. ↑  “Introducing the Samsung Gear VR Innovator Edition”. oculus.com. 2016年3月16日閲覧。
31. ↑  “Introducing the Samsung Gear VR Innovator Edition”. oculus.com. 2018年5月21日閲覧。
32. ↑  “Samsung Gear VR now available for pre-orders at $99”. oculus.com. 2016年3月16日閲覧。
33. ↑  Gaudiosi (2015年6月1日). “What the Surreal Vision acquisition means for Oculus”.   Fortune. 2016年3月16日閲覧。
34. ↑  Etherington (2015年5月26日). “Oculus Acquires Surreal Vision To Bring The Real World to VR”.   TechCrunch. 2016年3月16日閲覧。
35. ↑  Constine (2016年12月28日). “Oculus acquires eye-tracking startup The Eye Tribe”.   2016-12-29. 2017年2月2日閲覧。
36. ↑  “Oculus Is Now A Division Of Facebook Technologies”. UploadVR (2018年11月16日). 2019年10月11日閲覧。
37. ↑  Aydin, Rebecca (2018年8月16日). “Ever-expanding Facebook plans Burlingame lease”. San Francisco Chronicle 2019年7月30日閲覧。
38. ↑  Brown, Lisa (2019年1月16日). “Facebook Inks Mega-Lease at Burlingame Point”. GlobeSt 2019年7月30日閲覧。
39. ↑  “Cushman & Wakefield Arranges $515 Million Financing for New Bay Area Office Campus” (Press release). Cushman & Wakefield San Francisco. 23 April 2019. 2019年7月30日閲覧.
40. ↑  Rubin, Peter (2019年8月13日). “Nate Mitchell Exits Facebook, Taking Oculus Era With Him”. Wired. ISSN 1059-1028 2019年8月13日閲覧。
41. ↑  “Oculusのカーマック氏、CTO職離れ「コンサルティングCTO」に--汎用人工知能を研究へ”. CNET Japan (2019年11月15日). 2021年8月13日閲覧。
42. ↑  “Oculus CTOカーマック氏、同社の顧問職へ。一線退くことを明言 | Mogura VR”. MoguraVR (2019年11月15日). 2021年8月13日閲覧。
43. ↑  “Facebook、社名を「メタ」に変更 仮想空間に注力”. 日本経済新聞 (2021年10月29日). 2024年9月28日閲覧。
44. ↑  Inc, Aetas. “Meta，VRブランド「Oculus」の名称を廃止。「Oculus Quest」は「Meta Quest」に”. 4Gamer.net. 2024年9月28日閲覧。
45. ↑  “Facebook CEO Mark Zuckerberg: ‘Oculus Quest Completes Company’s First-Gen Lineup’”. RoadtoVR.com (2018年10月15日). 2018年10月18日閲覧。
46. ↑  “Oculus Rift pre-order open now”.   Mtbs3d.com. 2013年9月9日閲覧。
47. ↑  Day. “CES 2016: Rewind from Day 2 of the Consumer Electronics Show”. seattletimes.com.   Seattle Times. 2016年1月7日閲覧。
48. ↑  Stark. “Oculus will reward its original Kickstarter backers with the new Rift”. mashable.com.   mashable.com. 2016年1月7日閲覧。
49. ↑  “You can now pre-order Oculus Touch controllers for $199”.   engadget.com. 2017年3月10日閲覧。
50. ↑  “Oculus Rift Gets Permanent Price Drop to $399” (英語). pastemagazine.com 2018年4月11日閲覧。
51. ↑  “VR device shipments by vendor worldwide 2017-2018 | Statistic”. Statista. 2018年9月6日閲覧。
52. ↑  Oculus Go on Facebook Official
53. ↑  “Oculus Announces New Standalone Headset, ‘Venues’ at Oculus Connect”. 2017年10月15日閲覧。
54. ↑  “Oculus Go specs: Xiaomi-made with Snapdragon inside” (英語). SlashGear. (2018年1月9日) 2018年5月4日閲覧。
55. ↑  “CES 2018 Oculus partners with Xiaomi to launch the Oculus Go and Mi VR Standalone”. TechCrunch. 2019年5月20日閲覧。
56. ↑  Robertson, Adi (2018年5月1日). “The Oculus Go improves mobile VR, but there’s still a long way to go”. The Verge 2018年9月6日閲覧。
57. ↑  de Looper, Christian (2018年5月18日). “VR curious? The $200 Oculus Go is the perfect gateway”. Digital Trends 2018年9月6日閲覧。
58. ↑  “Oculus Go”. oculus.com. 2018年5月4日閲覧。
59. ↑  VirtuClear Lens Inserts, VR PRESCRIPTION LENSES FOR OCULUS GO, Frames Direct, accessed 01/24/2019
60. ↑  “VR Headset Market Rebounds as Standalone Products Gain Traction While AR Headset Market Also Saw Positive Movement, According to IDC”. IDC.com.   International Data Corporation. 2019年5月20日閲覧。
61. ↑  “Oculus Expected to Sell 1.3 Million Quest Units in 2019, SuperData Believes”. Variety.   Variety Media, LLC (2019年1月24日). 2019年6月1日閲覧。
62. ↑  “Oculus Connect 5 | Keynote Day 02”. YouTube.   Oculus VR, LLC (2018年9月27日). 2019年5月20日閲覧。 “Now, I was probably the most optimistic inside Oculus about how well Go would do, but it turned out that it exceeded even my expectations. A remarkable point is, Go is retaining as well as Rift. And that's pretty shocking. Nobody predicted that.”
63. ↑  “Oculus Connect 5 | Keynote Day 02”. YouTube.   Oculus VR, LLC (2018年9月27日). 2019年5月20日閲覧。 “The one shock was how well we've done in Japan. … we are not catering to the Japanese market. We don't have great internationalisation for Japanese and different areas, but something about Go has really struck a nerve in the Japanese market consciousness.”
64. ↑  Statt (2019年3月20日). “Oculus unveils the Rift S, a higher-resolution VR headset with built-in tracking”. The Verge. 2019年3月20日閲覧。
65. ↑  “Oculus Rift S Is Official: Higher Resolution, 5 Camera Inside-Out, $399” (英語). UploadVR (2019年3月20日). 2019年3月20日閲覧。
66. ↑  “Oculus Quest is a new, $399 standalone VR headset shipping next year”. 2019年10月11日閲覧。
67. ↑  The Oculus Quest and Oculus Rift S launch on May 21st, and preorders open today, The Verge, By Adi Robertson, April, 30, 2019
68. ↑  Oculus Quest, accessed 12/28/2018
69. 1 2  I Tried Facebook's New Oculus Quest VR Headset. Here's What It Was Like, Fortune, By Jonathan Vanian, September 29, 2018
70. ↑  Oculus Quest, accessed 05/21/2019
71. ↑  Larson (2017年2月1日). “Facebook loses $500 million Oculus lawsuit”. CNN. 2017年2月2日閲覧。
72. ↑  Wawro (2017年6月21日). “After winning $500M in lawsuit against Oculus, ZeniMax pushes for more”. Gamasutra. 2017年6月22日閲覧。
73. ↑  Oculus Rift Experiences, accessed 01/22/2019
74. ↑  Oculus Go Experiences, accessed 01/22/2019
75. ↑  , Oculus Gear VR Experiences, accessed 01/22/2019
76. ↑  Zeitchik, Steven (2015年1月26日). “Sundance 2015: Virtual-reality company Oculus to launch film label”. LA Times 2016年11月14日閲覧。
77. ↑  Constine, Josh (2015年1月26日). “Oculus’ Pixar Exec-Led Story Studio Will Release VR Cinema Examples”. TechCrunch 2016年11月14日閲覧。
78. ↑  Sundance 2015: Virtual-reality company Oculus to launch film label, Los Angeles Times, By Steven Zeitchik, Jan. 26, 2015
79. ↑  “Oculus Announces Closure Of Oculus Story Studio” (英語). Game Informer. 2018年4月11日閲覧。